# Segunda División (Cile)
La Segunda División Profesional è la terza categoria del Campionato cileno di calcio. È organizzato dall'Associazione Nazionale Calcio Professionistico (ANFP), appartenente alla Federcalcio del Cile.

## Formula
Attualmente 11 squadre compongono questa categoria, l'campioni promozioni dirette in Primera B, mentre l'ultima classificata retrocede in Tercera División.

## Squadre 2022
| Club                      | Città                      |
| ------------------------- | -------------------------- |
| Colchagua                 | San Fernando               |
| Colina                    | Colina                     |
| Dep. Recoleta             | Recoleta, Santiago         |
| Dep. Vallenar             | Vallenar                   |
| Fernández Vial            | Concepción                 |
| General Velásquez         | San Vicente de Tagua Tagua |
| Iberia Los Angeles        | Los Ángeles                |
| Independiente (Cauquenes) | Cauquenes                  |
| Lautaro de Buin           | Buin                       |
| San Antonio Unido         | San Antonio                |
| San Marcos de Arica       | Arica                      |
| Trasandino                | Trasandino                 |

## Albo d'oro
| Season    | Season    | Champion              | Runner-up           | Third place               |
| --------- | --------- | --------------------- | ------------------- | ------------------------- |
| 2012      | 2012      | Iberia                | Deportes Temuco     | Deportes Copiapó          |
| 2013      | 2013      | Iberia                | Trasandino          | Audax Italiano "B"        |
| 2013-2014 | 2013-2014 | Iberia                | San Antonio Unido   | Deportes Puerto Montt     |
| 2014-2015 | 2014-2015 | Deportes Puerto Montt | San Antonio Unido   | Deportes Valdivia         |
| 2015-2016 | 2015-2016 | Deportes Valdivia     | Deportes Santa Cruz | San Antonio Unido         |
| 2016-2017 | 2016-2017 | Barnechea             | Deportes Melipilla  | Deportes Santa Cruz       |
| 2017      | 2017      | Deportes Vallenar     | Naval               | Deportes Santa Cruz       |
| 2018      | 2018      | Deportes Santa Cruz   | General Velásquez   | Independiente (Cauquenes) |
| 2019      |           |                       |                     |                           |